# Avtjesa
Avtjesa (ryska: Авчеса) är ett vattendrag i Belarus.   Det ligger i voblasten Mahiljoŭs voblast, i den nordöstra delen av landet, 200 kilometer öster om huvudstaden Minsk.
Trakten runt Avtjesa består till största delen av jordbruksmark. Runt Avtjesa är det ganska glesbefolkat, med 23 invånare per kvadratkilometer.